# Tramla
Tramla (tiếng Ả Rập: ترملا) là một ngôi làng Syria nằm ở Kafr Nabl Nahiyah ở huyện Maarrat al-Nu'man, Idlib. Theo Cục Thống kê Trung ương Syria (CBS), Tramla có dân số 1556 trong cuộc điều tra dân số năm 2004.